# Chafariz d'El Rei
O Chafariz d'El Rei situa-se na Rua do Chafariz Del-Rei na atual freguesia de Malagueira e Horta das Figueiras, em Évora.
Este chafariz foi construído em 1497 por ordem de D. Manuel.
Em 1966 apenas sobreviviam cinco das vinte e duas ameias que originalmente rematavam o muro de alvenaria. A ameia central de maior dimensão, exibe uma placa de mármore com a cruz da Ordem de Cristo e por baixo a legenda: Manuel, Rei de Portugal, Daquem e Dalem Mar Em Africa e Senhor da Guiné Ano 1497. por baixo estão as armas de Portugal.